# Хиро Мацушита
Хиро Мацушита (на английски: Hiro Matsushita; на японски: ヒロ松下) е японски бизнесмен и бивш състезателен пилот. Той е внук на Коносуке Мацушита, основателят на Panasonic. През 1989 г. Мацушита печели Toyota Atlantic Championship (Pacific), като става първият и единствен японски пилот, успял да го направи. Той е и първият японски пилот, участвал в Инди 500.